# Comte d'Halifax
Pour les articles homonymes, voir Halifax.

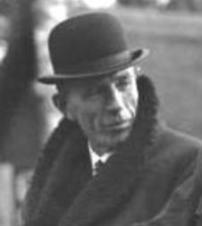
Edward Frederick Lindley Wood (1937), 3e vicomte d'Halifax à partir de 1944.

Le titre de comte d'Halifax a été créé plusieurs fois dans l'histoire du Royaume-Uni. La première fois en 1679 dans la pairie d'Angleterre pour George Savile Halifax, 1er vicomte d'Halifax (ville du comté du Yorkshire de l'Ouest). Il fut créé marquis d'Halifax (1682), et la création s'éteint en 1700.
Le titre fut recréé en 1714 dans la pairie de Grande-Bretagne pour Charles Montagu, 1er baron Halifax. Le titre actuel fut créé dans la pairie du Royaume-Uni en 1944 pour Edward Wood, 3e vicomte Halifax, l'ancien secrétaire aux affaires étrangères et vice-roi des Indes.
Le comte actuel tient les titres subsidiaires de vicomte d'Halifax (créée en 1866) et baron Irwin (1925), tous les deux dans la pairie du Royaume-Uni, et est un baronet de Grande-Bretagne (1784).

## Comte d'Halifax, première création (1679)
- 1679-1695 : George Savile (1633 – 1695), 1er vicomte d'Halifax, devint marquis en 1682.

Voir Marquis d'Halifax pour le comte suivant.

## Marquis d'Halifax (1682)
- 1682-1695 : George Savile (1633-1695), comte d'Halifax ;
- 1695-1700 : William Savile (1665-1700), comte d'Halifax.

Le titre est éteint faute de descendance.

## Comte d'Halifax, deuxième création (1714)
- 1714-1715 : Charles Montagu (1661-1715), 1er baron Halifax.

Le titre est éteint faute de descendance.

## Comte d'Halifax, troisième création (1715)
- 1715-1739 : George Montagu (1685 – 1739) ;
- 1739-1771 : George Montagu-Dunk (1716 – 1771), homme d'État britannique.

Le titre est éteint faute de descendance.

## Vicomte Halifax, deuxième création (1866)
- 1866-1885 : Charles Wood (1800-1885), homme d'État britannique ;
- 1885-1934 : Charles Lindley Wood (1839-1934) ;
- 1934-1959 : Edward Frederick Lindley Wood (1881-1959), homme d'État britannique. Devint comte d'Halifax en 1944.

## Comte d'Halifax, quatrième création (1944)
- 1944-1959 : Edward Frederick Lindley Wood (1881 – 1959), 3e vicomte Halifax, homme d'État britannique ;
- 1959-1980 : Charles Ingram Courtenay Wood (en) (1912 – 1980), homme politique britannique ;
- depuis 1980 : Charles Edward Peter Neil Wood (en) (né en 1944).